# Giorgio Croci
Giorgio Croci (Gallarate, 20 aprile 1893 – Gallarate, 15 marzo 1968) è stato un velocista italiano.
Nel 1920 prese parte ai Giochi olimpici di Anversa, ma non superò le fasi di qualificazione dei 100 metri piani, mentre nella staffetta 4×100 metri la sua squadra, composta da lui con Vittorio Zucca, Giovanni Orlandi e Mario Riccoboni, fu squalificata sempre durante le qualificazioni.
Nel 1921 fu campione italiano assoluto dei 100 metri piani con il tempo di 11"1/5.

## Palmarès
| Anno | Manifestazione  | Sede    | Evento                | Risultato     | Prestazione | Note |
| ---- | --------------- | ------- | --------------------- | ------------- | ----------- | ---- |
| 1920 | Giochi olimpici | Anversa | 100 metri piani       | elim. qualif. | 11"4 s      |      |
| 1920 | Giochi olimpici | Anversa | Staffetta 4×100 metri | elim. qualif. | dq          |      |

## Campionati nazionali
- 1 volta campione italiano assoluto dei 100 metri piani

1913
- Bronzo ai campionati italiani assoluti, 100 m piani - 11"3/5

1919
- Bronzo ai campionati italiani assoluti, 100 m piani - 11"4/5

1920
- Bronzo ai campionati italiani assoluti, 100 m piani

1921
- Oro ai campionati italiani assoluti di atletica leggera, 100 metri piani - 11"1/5
- Bronzo ai campionati italiani assoluti, staffetta 4x100 m